# Рудолф Витлачил
Рудолф Витлачил (на чешки: Rudolf Vytlačil; на немски: Rudolf Vytlacil) е чехословашко-австрийски футболист и футболен треньор. Роден на 9 февруари 1912 г. в Швехат, близо до Виена, починал на 1 юни 1977 г.
Известен като наставник на Левски (София) и националния отбор на България. Като треньор извежда Чехословакия до финал на Световното първенство през 1962 г. Член на Залата на славата на чешкия футбол.
Един от най-известните и авторитетни чехословашки треньори, служещ си с нестандартни методи за мотивация на играчите.

## Клубна кариера
Започва кариерата си на футболист в отбора на Фьоникс (Швехат) през 1927 – 1928 г. След това се състезава за Слован (Виена). Записва 30 мача и 7 гола. През 1932 г. преминава в Рапид (Виена). Там играе заедно със световноизвестните Хиден, Биндер, Смистик, Сеста, Йозеф Бицан. След това е част от Винер през 1933 – 1934 г. И Фаворитнер през 1934 г.
От 1935 до 1944 г. е в Славия (Прага). Бързо се налага като титулярно ляво крило в тима. Става двукратен шампион на Чехословакия през 1935 и 1937 г., а през 1938 г. печели и турнира Купа Митропа. По време на Втората световна война страната е разделена и Славия играе в първенството на Протекторат Бохемия и Моравия. Отборът печели 4 поредни титли в Народната лига на Протектората в периода 1940 – 1944 г. Рудолф Витлачил има 40 гола за Славия в различните държавни първенства, както и 20 мача и 8 гола в Купа Митропа.
Футболните му качества са оценени от представители на националния отбор на Германия, които го канят да играе за маншафта. Витлачил отказва с думите, че е „чех по произход и убеждения“.

## Национален отбор
През 1934 г. записва 1 мач за Б отбора на Австрия. Има 1 мач в националния отбор на Чехословакия – на 13 декември 1936 г. срещу Италия, завършил 0:2 в Генуа.

## Треньорска кариера
Треньорската му кариера започва в чехословашкия Метеор (Чешке Будейовице) през 1946 – 1947 г., в полския Радомяк през 1948 г., чехословашките Татран (Теплице), Баник (Острава), Сигма (Оломоуц), Млада болеслав, Спартак (Готвалдов), Спартак (Радостин), Славия (Прага) и отново в Баник (Острава).
От 1957 до 1964 г. е национален треньор на националния отбор на Чехословакия в 36 мача, с който постига изключителни успехи – участия на Световното първенство по футбол през 1962 (второ място), Европейското първенство по футбол през 1960 (трето място) и Олимпийските игри през 1964 (второ място).
От 1964 до 1966 г. е в България, където ръководи едновременно отбора на Левски (София) и националния отбор. С Левски (София) става шампион през 1965 г. и класира националите на Световното първенство по футбол през 1966. През 1966 – 1967 г. е начело на Рапид (Виена), с който става шампион през 1967 г. От 1968 до 1970 г. отново е треньор на „Левски“, с който печели титлата и купата на страната през 1970 г.